# Немир
Неми́р — село в Україні, у Доросинівській сільській територіальній громаді Луцького району Волинської області. Населення становить 493 особи (2001).

## Населення
Згідно з переписом УРСР 1989 року чисельність наявного населення села становила 470 осіб, з яких 219 чоловіків та 251 жінка.
За переписом населення України 2001 року в селі мешкала 491 особа.

### Мова
Розподіл населення за рідною мовою за даними перепису 2001 року:
| Мова       | Відсоток |
| ---------- | -------- |
| українська | 99,80 %  |
| російська  | 0,20 %   |